# Kungshögarna (Hovgården)

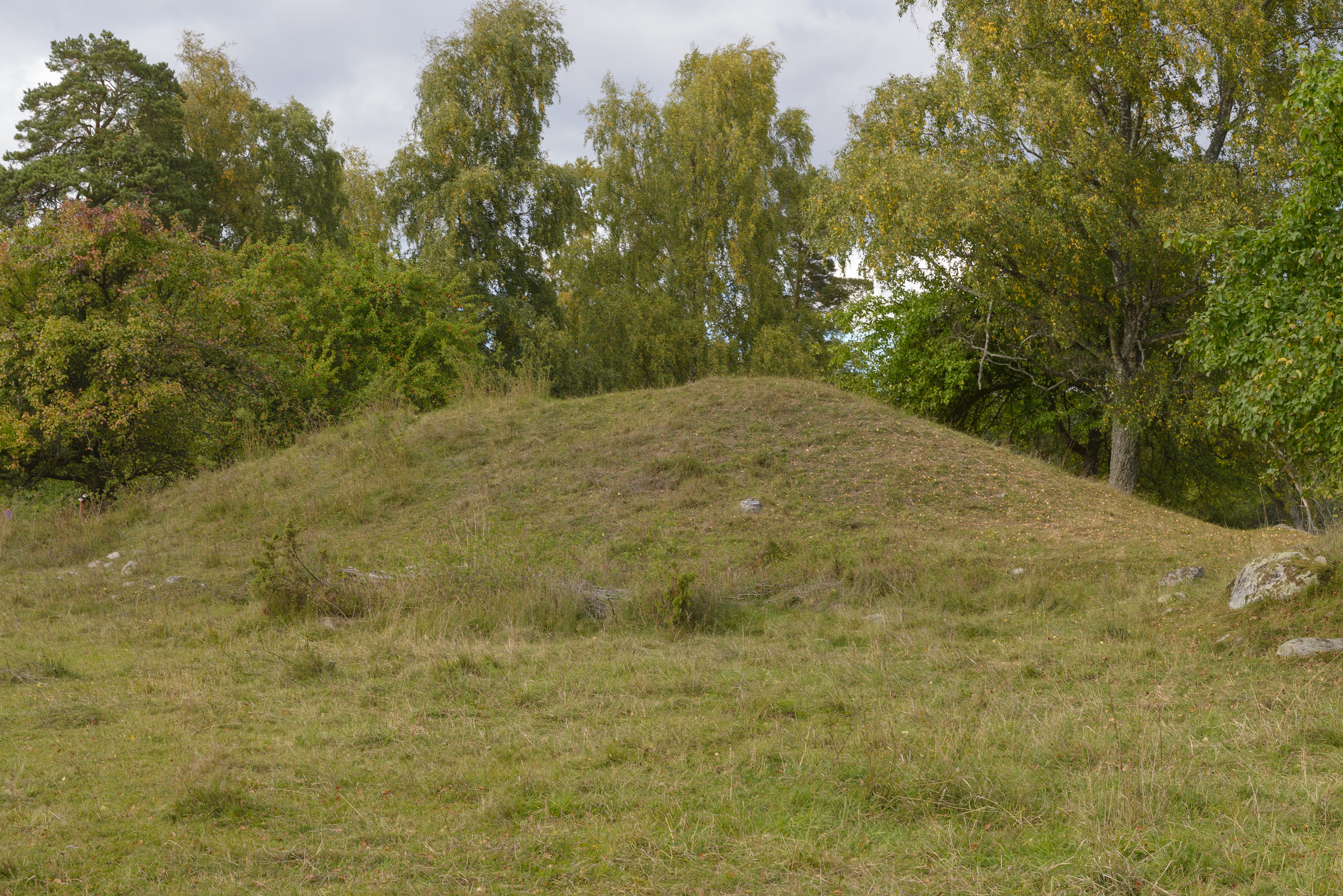
Kungshög 2

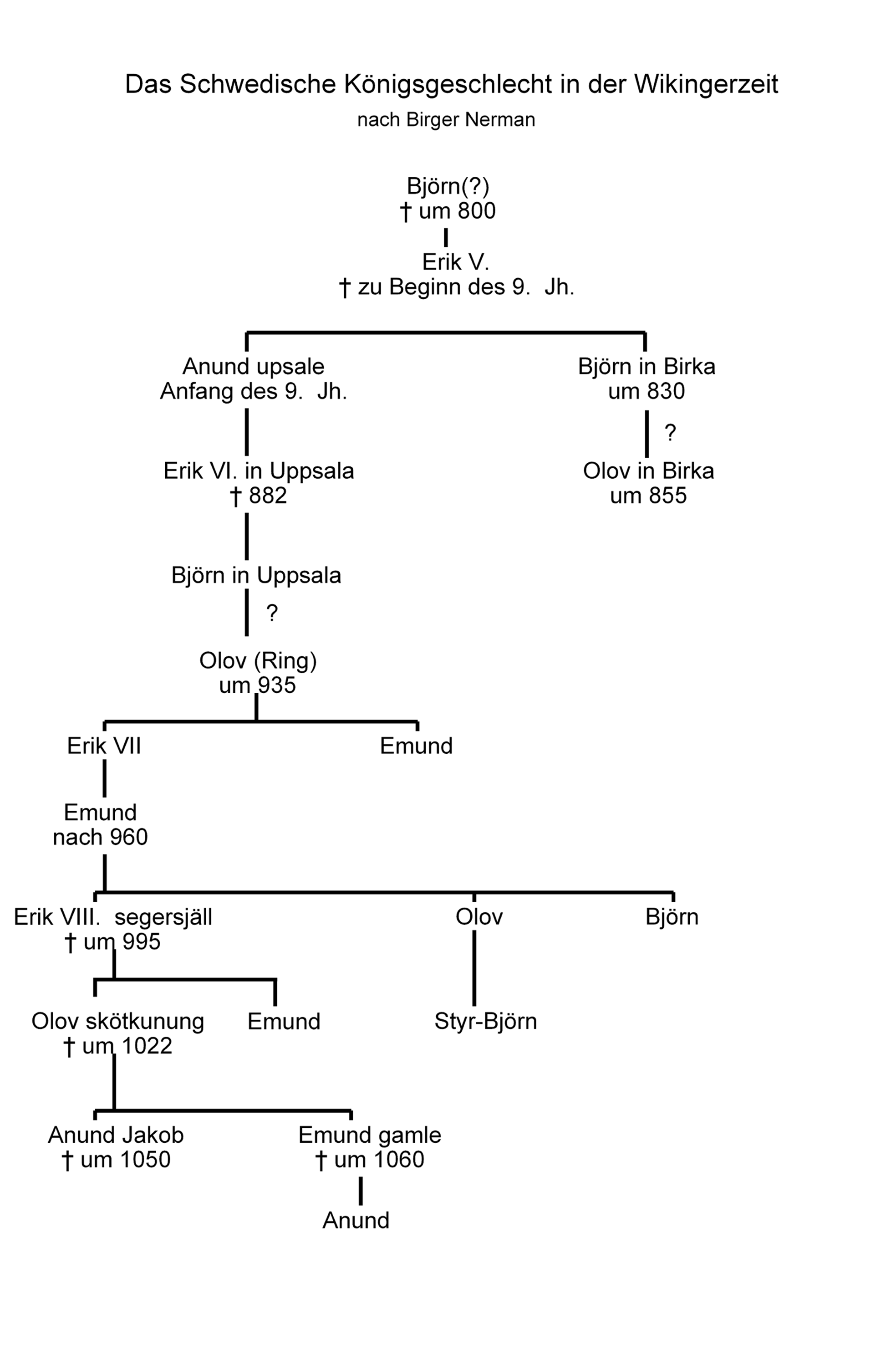
Königsliste (nach Birger Nerman 1888–1971)

Die sieben Kungshögarna von Hovgården sind archäologische Stätten auf der Insel Adelsö im Mälaren in Uppland in Schweden. Zusammen mit den Überresten der Wikinger-Handelsstadt Birka auf der südlich gelegenen Insel Björkö wurde Hovgården 1993 auf der UNESCO-Welterbeliste gelistet.
In Hovgården lag jener Königssitz der Wikinger, der über Birka herrschte. Hier liegen sieben Kungshögarna (deutsch „Königshügel“) genannte Grabhügel, die man mit den Sveakönigen (auch Birkakungar genannt) verbindet, die zwischen 865 und 970 n. Chr. herrschten.

## Kungshögarna
- Kungshög 1 (RAÄ-Nummer Adelsö 48:1) ist etwa einen Meter hoch und hat etwa 14,0 m Durchmesser
- Kungshög 2 (RAÄ-Nummer Adelsö 48:2) ist etwa 2,5 Meter hoch und hat etwa 21,0 m Durchmesser
- Kungshög 3 (RAÄ-Nummer Adelsö 48:3) ist etwa 0,75 Meter hoch und hat etwa 10,0 m Durchmesser
- Kungshög 4 (RAÄ-Nummer Adelsö 48:4) ist 5,0 bis 6,0 Meter hoch und hat etwa 45,0 m Durchmesser
- Kungshög 5 (RAÄ-Nummer Adelsö 48:5) ist etwa 3,5 Meter hoch und hat etwa 20,0 m Durchmesser
- Kungshög 6 (RAÄ-Nummer Adelsö 48:6) ist etwa 3,5 Meter hoch und hat etwa 25,0 m Durchmesser
- Kungshög 7 (RAÄ-Nummer Adelsö 48:7 – auch Tingshögen genannt) ist etwa 1,3 Meter hoch und hat etwa 25,0 m Durchmesser

Gefunden wurden bei Hovgården auch Burgen (schwedisch fornborgar), der Runenstein Hovgårdsstenen (auch Håkanstenen) und Reste einer Halle, die wahrscheinlich bereits unter den Brüdern Björn på Håga und Anund Uppsale, Könige von Uppland, im frühen 9. Jahrhundert im Einsatz war. Björn und Anund sind als jene Könige bekannt, die etwa 830 n. Chr. von Ansgar besucht wurden. Die Hagiographie über das Leben des Heiligen Ansgar (Vita sancti Ansgari), die Erzbischof Rimbert von Hamburg-Bremen schrieb, erwähnt sie. Sie berichtet auch über Kämpfe zwischen den Wikingern und den Kuren im Jahre 855. Auf Hovgården gibt es auch eine Steinkirche, die Kirche von Adelsö, die um 1100 erbaut und später umgebaut wurde.

Könige und Hügel
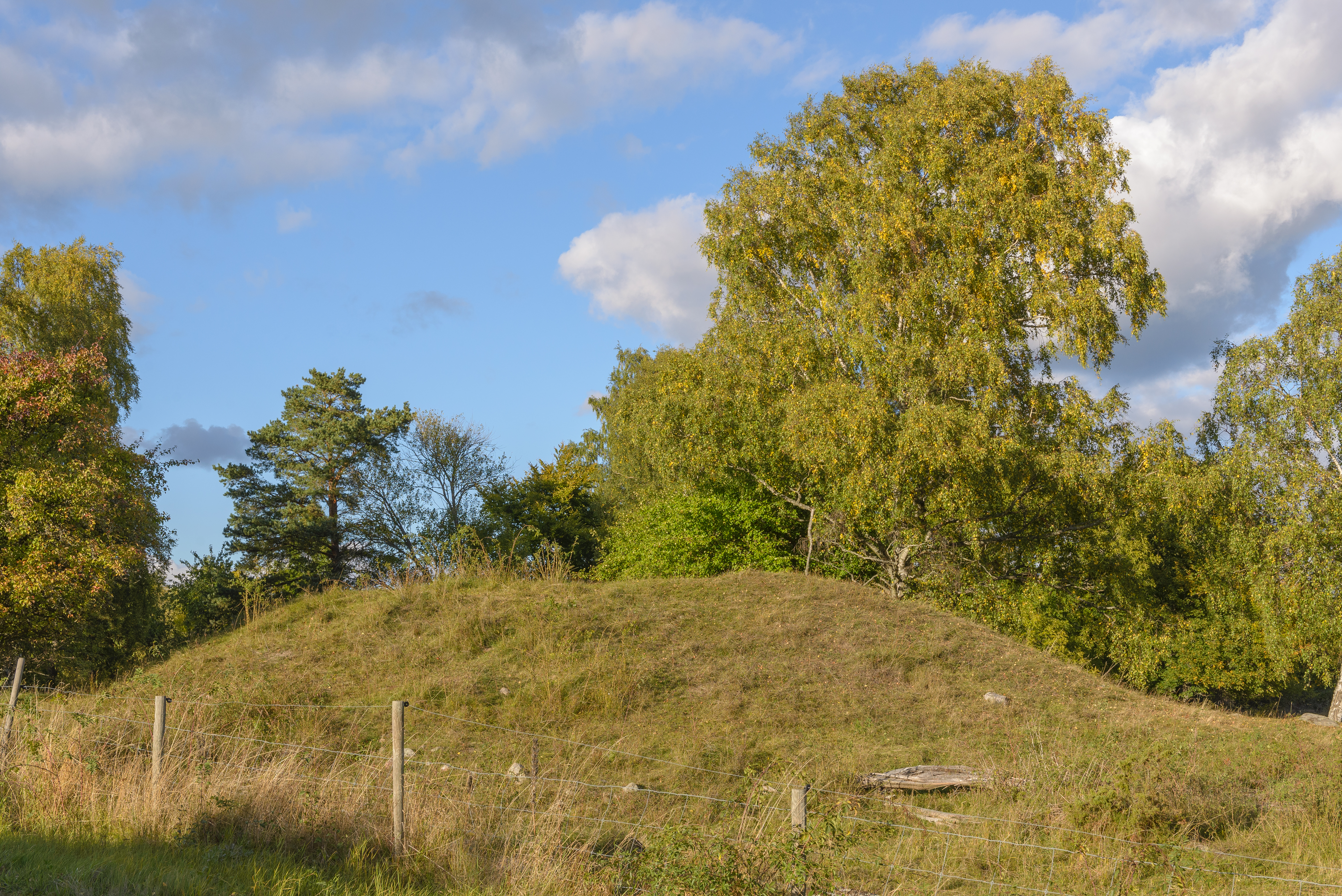
Kungshög 2
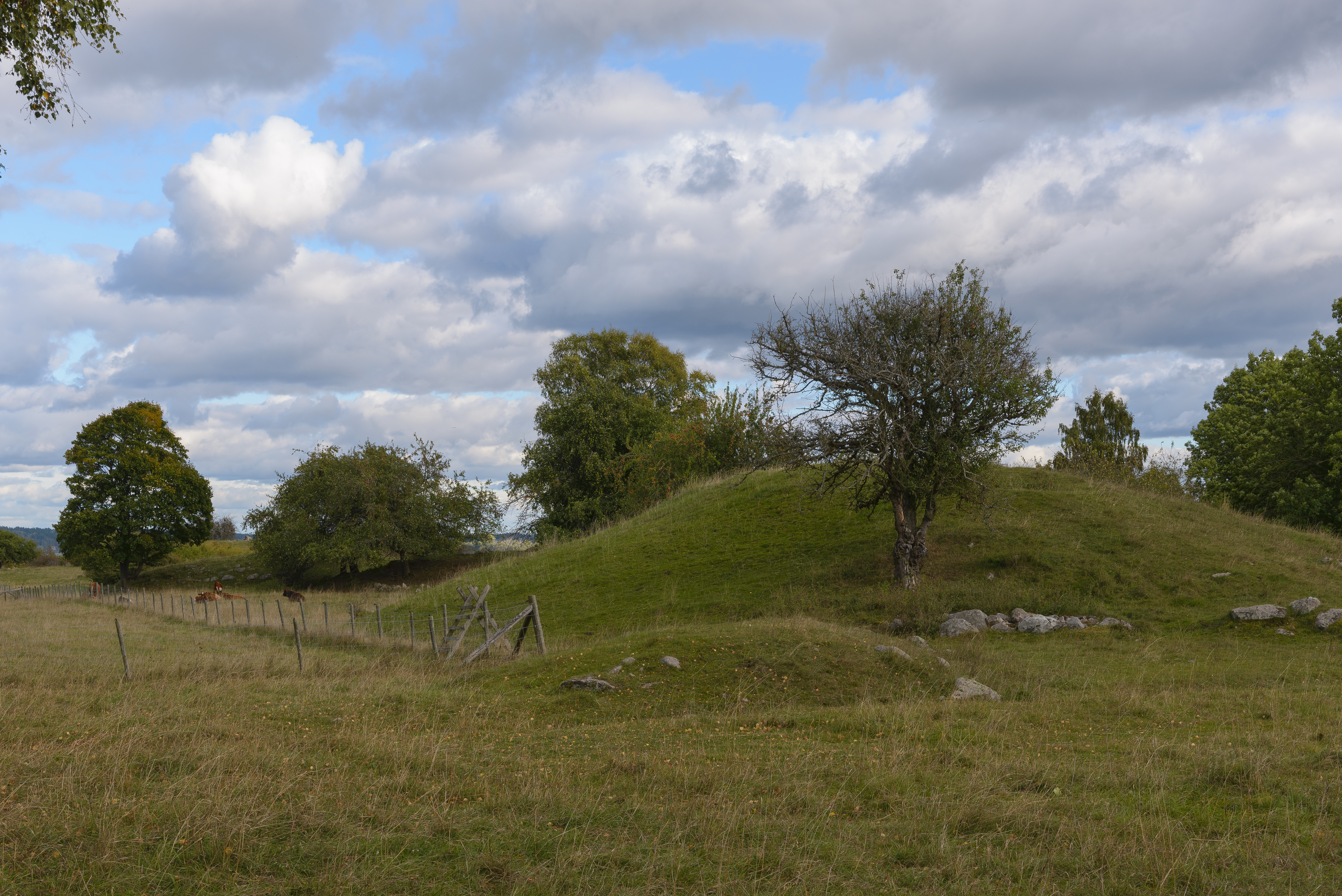
Kungshög 4
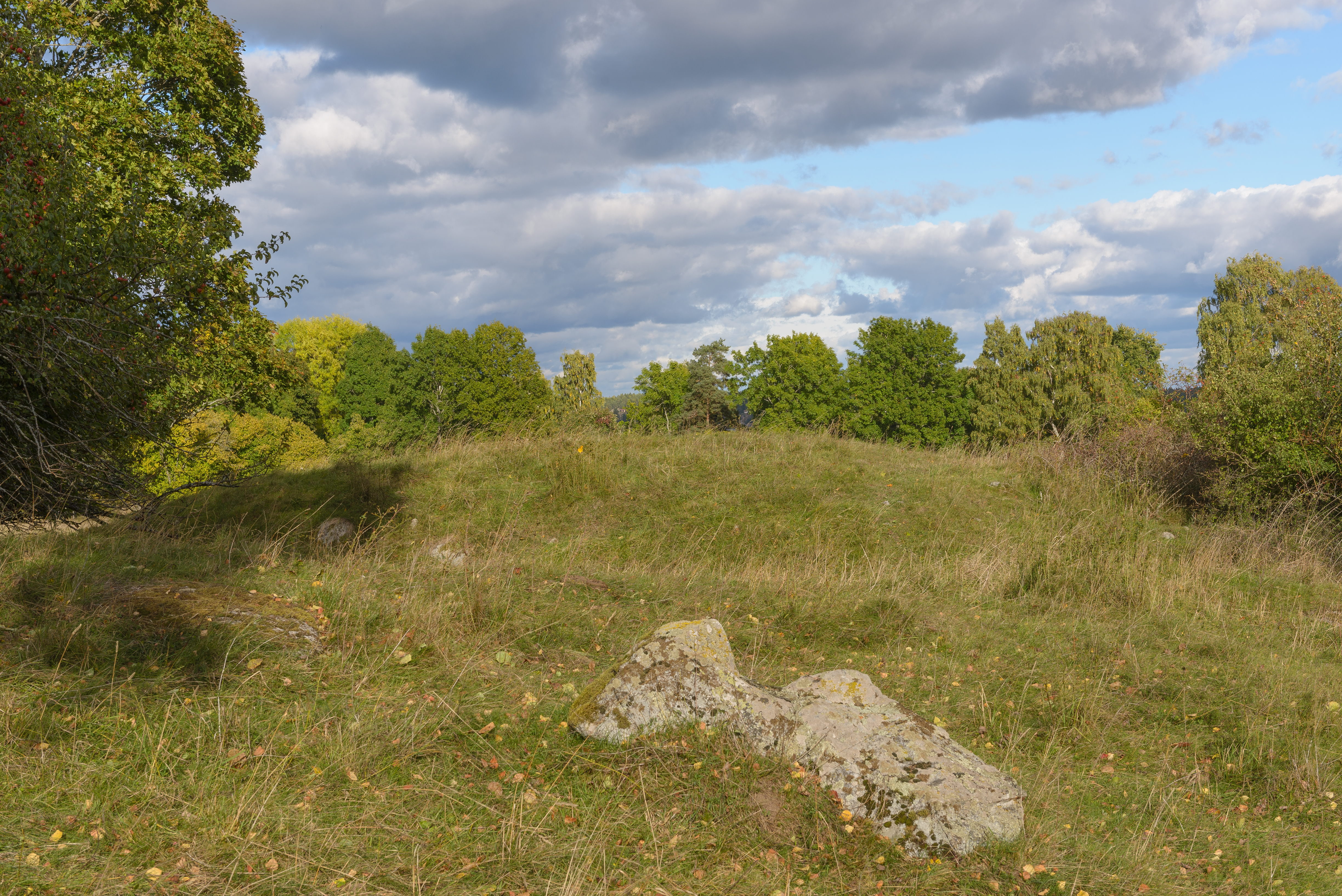
Kungshög 5
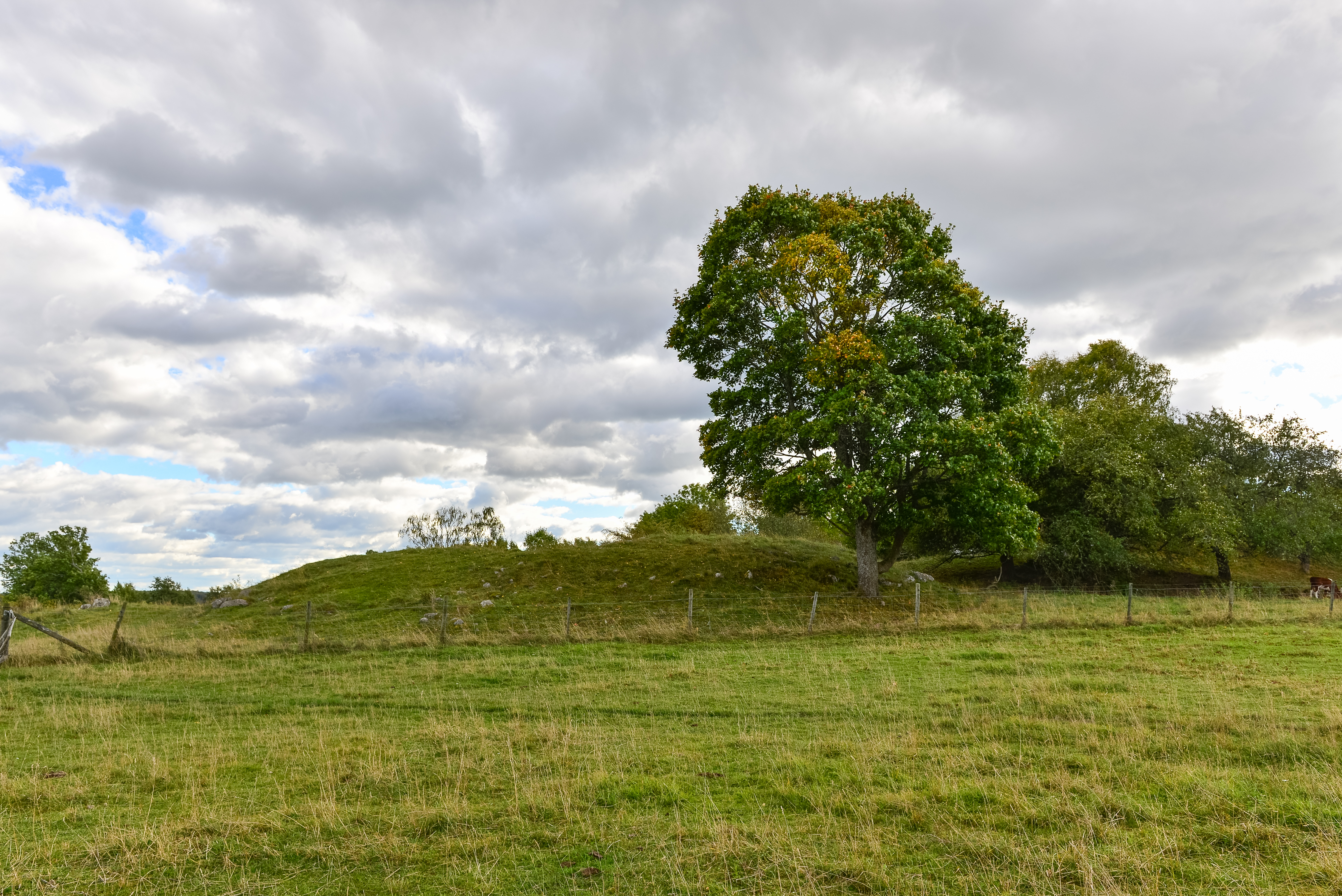
Kungshög 6
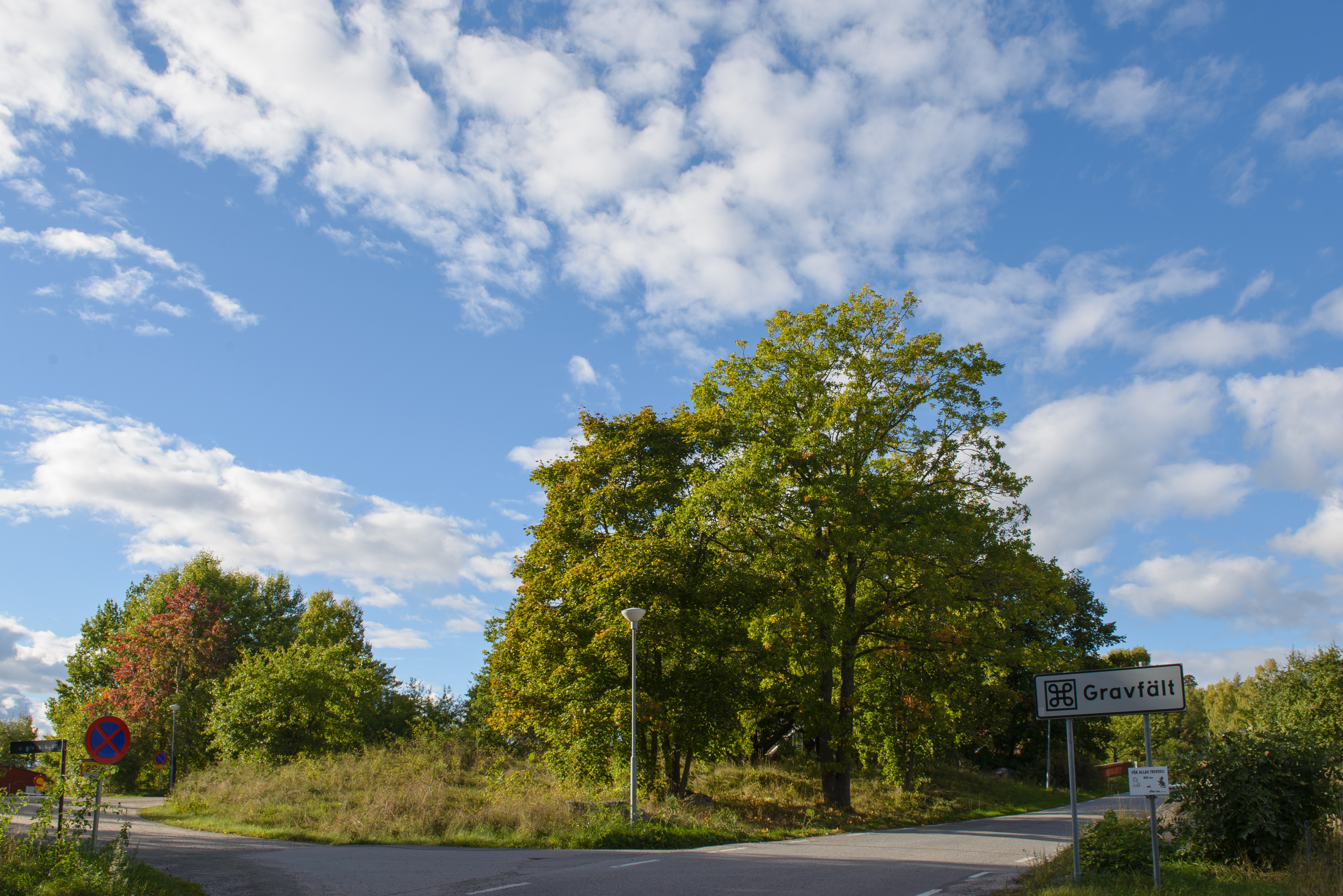
Kungshög 7